# Хатипкьой
Хатипкьой (на турски: Hatipköy) е село в община Одрин, област Одрин, Турция. То е едно от многобройните села в Източна Тракия населено изцяло от помаци.

## География
Село Хатипкьой се намира на разстояние 18 километра от общинския център Одрин.

## История
В XIX век Хатипкьой е българско село в Одринска кааза на Одринския вилает на Османската империя. Според „Етнография на вилаетите Адрианопол, Монастир и Салоника“, издадена в Константинопол в 1878 година и отразяваща статистиката на населението от 1873 година, Хати кьой (Hati keui) има 26 домакинства  и 40 мюсюлмани и 49 българи.
Сегашното население на селото, е съставено от потомци на помаци, бежанци от Ловешкия край. Те се изселват от България след освобождението, поради страх, че в Свободна България мюсюлманите ще бъдат репресирани заради събитията по времето на Руско-турската освободителна война.

## Население
Населението на селото от 1980 г. насам постепенно намалява, причината е в преместването на младото население към по-големите градове (Одрин, Истанбул и др.). През 2000 година са отчетени около 237 души.